# Козлиничи (Камень-Каширский район)
Козлиничи (укр. Козлиничі) — село в Маневичской поселковой общине Камень-Каширского района Волынской области Украины.
До 2020 года входило в Маневичский район.
Код КОАТУУ — 0723687602. Население по переписи 2001 года составляет 453 человека. Почтовый индекс — 44633. Телефонный код — 3376. Занимает площадь 1,797 км².